# 新潟空港インターチェンジ
新潟空港インターチェンジ（にいがたくうこうインターチェンジ）は、新潟県新潟市江南区江口にある日本海東北自動車道のインターチェンジ。
新潟空港へは、新潟県道16号新潟亀田内野線-新潟県道17号新潟村松三川線（この区間は、通称「新潟空港アクセス道路」と呼ばれる）、国道113号線を経由して約15分前後。

## 道路

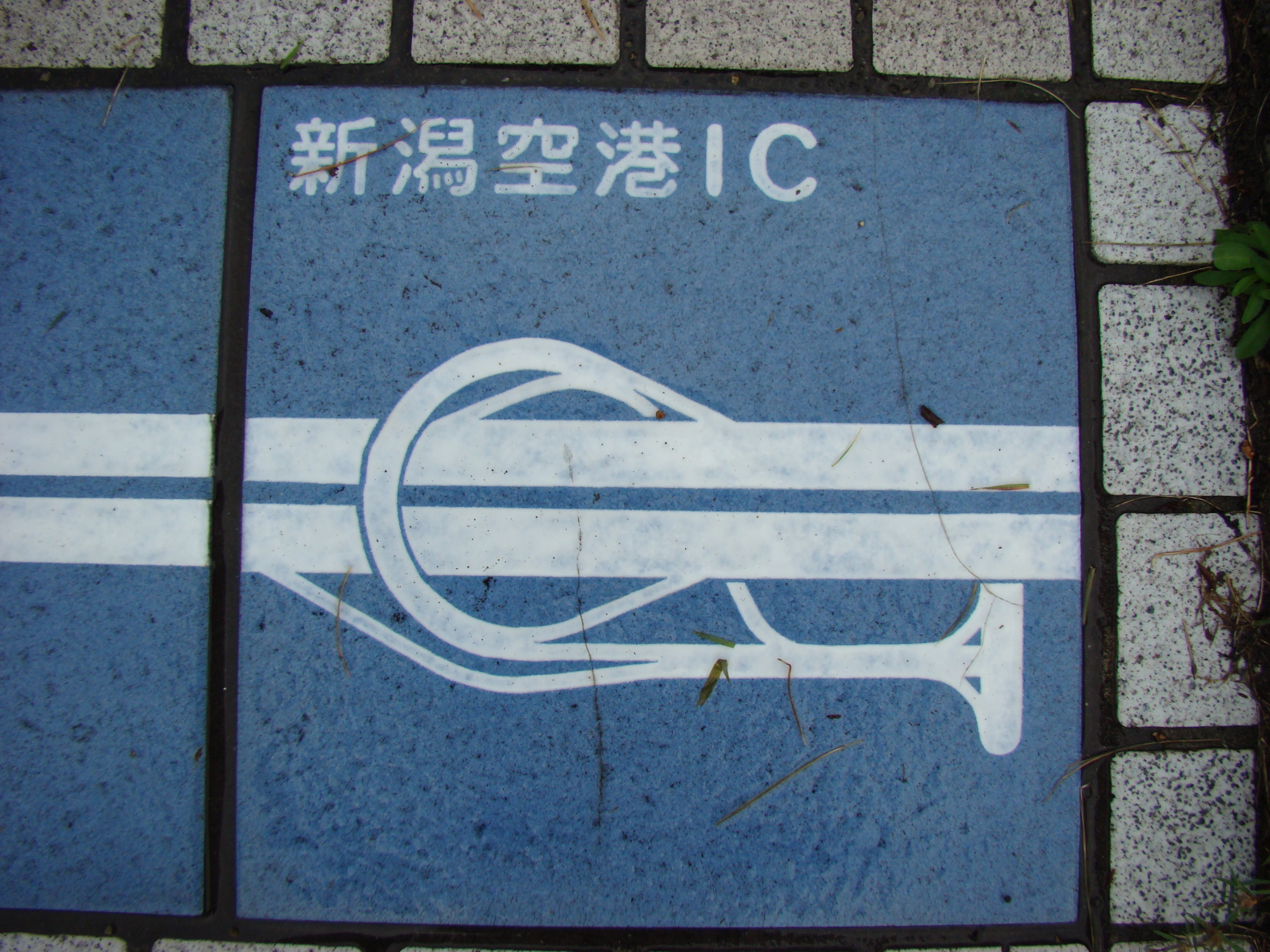
新潟空港ICの形状。画像左が新潟中央JCT方面、画像右が豊栄新潟東港IC方面。2009年（平成21年）撮影。

- E7 日本海東北自動車道（2番）

直接接続
- 新潟県道16号新潟亀田内野線（新潟空港アクセス道路）

間接接続
- 国道7号 新潟バイパス
  - 海老ヶ瀬IC
  - 一日市IC

- 新潟県道3号新潟新発田村上線
- 新潟県道17号新潟村松三川線
- 新潟県道290号曽野木一日市線

## 歴史
- 1997年（平成9年）11月13日：北陸自動車道として新潟亀田IC - 新潟空港IC間開通。当初のインターチェンジ番号は44番だった。
- 2002年（平成14年）5月26日：日本海東北自動車道として新潟空港IC - 聖籠新発田IC間開通、同時に新潟中央JCT - 新潟空港IC間を北陸自動車道から日本海東北自動車道に改称し、インターチェンジ番号も2番へ変更。
  - ただし、国土開発幹線自動車道の路線名はそのままで、新潟空港ICを境に南側が北陸自動車道、北側が日本海沿岸東北自動車道となっている。

## 料金所
- ブース数：5

### 入口
- ブース数：2
  - ETC専用：1
  - 一般：1
- ETC専用レーンは、時間によりETC・一般共用となる。

### 出口
- ブース数：3
  - ETC専用：1
  - 一般：2
- ETC専用レーンは、時間によりETC・一般共用となる。

## 周辺
- 新潟空港
- 阿賀野川
- 大形駅（東日本旅客鉄道（JR東日本）白新線）

## 隣
E7 日本海東北自動車道
(1)新潟亀田IC - (1-1)新潟東SIC/西野BS - (2)新潟空港IC - (2-1)豊栄SA/スマートIC - 葛塚BS - (3)豊栄新潟東港IC